# Januário Vicente Camacho
Januário Vicente Camacho (Funchal, 1792 — Lisboa, 22 de Dezembro de 1852) foi um clérigo e político madeirense que, entre outras funções, foi governador dos bispados de Angra e do Funchal, deputado cartista às Cortes da Monarquia Constitucional Portuguesa e par do reino. Foi membro da Maçonaria desde 1823.

## Biografia
Foi filho do coronel de artilharia António Fernandes Camacho, que foi governador militar da ilha de S. Jorge, nos Açores, e de sua esposa Bárbara Junqueiro Camacho.
Foi ordenado presbítero em 1815 tendo de seguida paroquiado nas freguesias da Serra de Água, Ribeira Brava e Santo António do Funchal. Foi feito deão da Sé do Funchal por decreto de D. João VI de Portugal.
Em 1823 iniciou-se na Maçonaria, na Loja Fidelidade, do Funchal, adoptando o nome simbólico de Haberkorn. Durante a sua estadia em Angra, nos Açores, fez parte da Loja Valor e Constância.
Ligado ao movimento liberal, por aviso régio de 27 de Junho de 1833 foi nomeado governador temporal do bispado de Angra, então sede impedida pela adesão do bispo D. frei Estêvão de Jesus Maria ao miguelismo, sendo assim um dos três governadores intrusos, como a Santa Sé considerou os nomeados durante a regência. Por sugestão régia, o cabido da Sé de Angra elegeu-o vigário capitular. Exerceu esses cargos até ser exonerado por decreto de 12 de Junho de 1837.
Paralelamente ao governo da diocese foi um político activo, sendo o chefe dos cartistas em Angra. Foi eleito deputado pelo círculo da Província dos Açores nas eleições gerais de 1834, as primeiras eleições que se realizaram depois da guerra civil. Voltou a ser eleito pelo mesmo círculo nas eleições gerais de 1836, mas não chegou a tomar posse devido à Revolução de Setembro.
O governo de D. Pedro IV de Portugal apresentou-o para o cargo de bispo da diocese de Castelo Branco, mas a Santa Sé declinou a confirmação pelo que nem chegou a receber a sagração episcopal. Apesar disso, por largo tempo intitulou-se nos documentos oficiais como bispo eleito de Castelo Branco, precedendo sempre o seu nome de Dom, como de uso e direito adoptam os prelados portugueses.
Foi novamente eleito, desta feita pelo círculo da Madeira, nas eleições gerais constituintes de 1837, mas não chegou a prestar juramento, escusando-se a participar nas sessões.
Por decreto de 26 de Fevereiro de 1840 foi nomeado governador da diocese do Funchal, sendo eleito vigário capitular a 27 de Março do mesmo ano. Foi nesse mesmo ano, por carta de 18 de Julho, proposto para bispo, desta feita para o Funchal, mas a Santa Sé voltou a declinar a confirmação.
Mantendo-se no cartismo, foi eleito deputado pelo círculo da Madeira para a legislatura de 1848 a 1851. Anteriormente tinha sido várias vezes eleito deputado e senador substituto por aquele arquipélago. Na Câmara dos Deputados dedicou-se essencialmente às temáticas relativas às Ilhas Adjacentes e às questões eclesiásticas. Apresentou diversas propostas, algumas delas pioneiras, entre as quais a referente à construção de portos artificiais em Ponta Delgada, Angra e Horta, nos Açores, e no Funchal. Também procurou soluções para a troca da moeda fraca (o real insulano), pretendendo a remoção das moedas falsificadas em bronze que então estavam em uso nos Açores.
Em 1851 foi elevado ao pariato, integrando a Comissão de Negócios Eclesiásticos e de Instrução Pública. Como faleceu pouco depois, não chegou a ter uma participação relevante.